# Erzschlamm
Erzschlämme  sind marine Rohstoffvorkommen in Form von Metallen an untermeerischen Plattenrändern.

## Vorkommen und Entstehung
Erzschlämme kommen an den Rändern von tektonischen Platten auf dem Meeresboden vor. In diesen Riftzonen steigt Magma aus dem Erdinneren auf. Kommt es nun mit dem kalten Tiefenwasser in Berührung, wird es schnell abgekühlt und erstarrt. Dabei werden Metalle aus dem Vulkangestein herausgelöst. Solche Metalle sind vor allem Eisen, Zink und Kupfer, aber auch Silber und Gold. An den mittelozeanischen Rücken, die sich durch die ständige Entstehung neuen Gesteins über den Riftzonen ausbilden, lagern sich die Erzschlämme ab.
Besonders wichtige Vorkommen befinden sich im Roten Meer, am Horn von Afrika, bei den Sunda-Inseln, bei den Galapagos-Inseln sowie auf sämtlichen mittelozeanischen Rücken.

## Abbau und Probleme
Der Abbau der Erzschlämme gestaltet sich aus zweierlei Sichtweise – sowohl in Anbetracht der Wirtschaftlichkeit als auch in Bezug auf die Umweltbelastung – als problematisch.
Die Tatsache, dass die Erzschlämme auf dem Meeresboden vorkommen, erhöht die Aufwändigkeit und damit die Kosten des Abbaus (Tiefseeschleppnetze, Bohrer) und des Transportes. Hinzu kommt, dass es auf dem Land noch genügend Reserven an den Metallen gibt, so dass ein submariner Abbau noch nicht zwingend benötigt wird.
Des Weiteren treten bei den Abbaumethoden zum Teil sehr massive Umweltbelastungen auf. Durch Aufwirbelungen können feine Partikel in die Kiemen von Fischen gelangen, was zum Tod der Tiere und damit zu einer Störung des ökologischen Gleichgewichts führen kann. Außerdem kommt es zur Freisetzung von giftigen Schwermetallen, welche sich ebenfalls negativ auf die Meeresorganismen auswirken.
Diese Umstände führen dazu, dass Erzschlämme zurzeit nur in geringem Maße abgebaut werden. Sie bleiben jedoch eine mögliche Alternative zu den kleiner werdenden Reserven auf dem Land.